# Eurocopter EC145
Eurocopter EC145 je lahki dvomotorni večnamenski helikopter evropskega podjetja Eurocopter (zdaj Airbus Helicopters). Sprva je imel oznako BK 117 C2. EC145 je baziran na japonskonemškem helikopterju MBB/Kawasaki BK 117 C1. BK 117 je postal del Eurocopterja, ko se je Messerschmitt-Bölkow-Blohm (MBB) združil s francoskim Aérospatiale-Matra.
EC145 lahko prevaža do devet potnikov. Uporablja se za VIP-transport, medicinske prevoze, iskanje in reševanje (SAR) ter tudi v vojski.
EC145 je plod sodelovanja Eurocopterja in Kawasaki Heavy Industries. Pri načrtovanju so uporabili kokpit in avioniko od EC 135 in zadnji del od BK 117. EC145 je zmogljivejši helikopter od predhodnika, ima večji tovor in dolet, manjši hrup, manjše vibracije in emisije ter nižje stroške obratovanja in vzdrževanja.

## Tehnične specifikacije (EC145)
Podatki iz Eurocopter EC145 technical data, EC 145 specs
Splošne karakteristike
- Posadka: 1 ali 2
- Število sedežev: 9 potnikov
- Dolžina: 13,03 m (42 ft 9 in)
- Premer rotorja: 11,0 m (36 ft)
- Višina: 3,45 m (11 ft 4 in)
- Površina rotorjev: 95 m² (1018 ft²)
- Teža praznega letala: 1792 kg (3951 lb)
- Naložena teža: 3585 kg (7903 lb)
- Uporaben tovor: 1793 kg (3953 lb)
- Maks. vzletna teža: 3585 kg (7903 lb)
- Pogon letala: 2 ×  turbogredni  motor Turbomeca Arriel 1E2, 550 kW (vzletna moč) (738 KM)  vsak

 Zmogljivost 
- Neprekoračljiva hitrost: 268 km/h (145 vozlov, 167 mph)
- Potovalna hitrost: 246 km/h (133 vozlov, 153 mph)
- Doseg: 680 km (370 nmi, 426 mi)
- Največji doseg: 855 km (461 nmi, 530 mi)
- Višina leta: 5240 m (17200 ft)
- Hitrost vzpenjanja: 8,1 m/s (1600 ft/min)